# Ssangnyeong-dong
Ssangnyeong-dong (koreanska: 쌍령동) är en stadsdel i kommunen Gwangju i provinsen Gyeonggi i den norra delen av Sydkorea, 32 km öster om huvudstaden Seoul.
Stadsdelen bildades genom en utbrytning från Gyeongan-dong 1 december 2020.